# Gottfried von Villehardouin

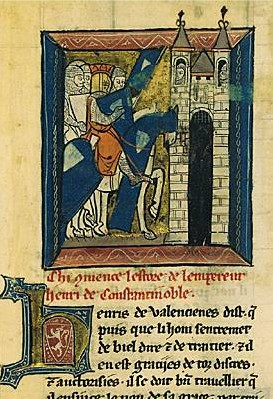

Gottfried von Villehardouin (frz.: Geoffroi de Villehardouin, * um 1160; † um 1213) war ein französischer Ritter, Heerführer und Chronist. Er war Marschall der Grafschaft Champagne, später Marschall des Lateinischen Kaiserreiches und Herr von Mosynopolis.
Mit seiner 1207–1213 verfassten Chronik Histoire de la conquête de Constantinople (Geschichte der Eroberung Konstantinopels) schuf er das älteste erhaltene geschichtsschreibende Werk in französischer Prosa, mit dem er in eine Domäne einbrach, die bis dahin dem Lateinischen vorbehalten war.

## Leben
Gottfried stammte aus dem champagnischen Adelsgeschlecht Villehardouin. Um 1190 wurde er Marschall der Grafschaft Champagne und begleitete vielleicht 1190–92 seinen Grafen Heinrich II. auf dem Dritten Kreuzzug. Als dessen unvollständiger Erfolg durch einen weiteren Kreuzzug wettgemacht werden sollte, nahm er 1199 während eines Turniers, das Heinrichs Nachfolger Theobald III. ausrichtete, das Kreuz und betätigte sich anschließend als einer der Hauptorganisatoren des Vierten Kreuzzugs. So gehörte er zu der Gesandtschaft Theobalds, die 1201 mit der Republik Venedig verhandelte, die die Schiffe für die Überfahrt nach Palästina zur Verfügung stellen sollte. Er spielte auch eine wichtige Rolle bei der Wahl von Bonifatius von Montferrat zum neuen Anführer des Kreuzzugs, nachdem Theobald gestorben war.
Obwohl er es in seiner Chronik nicht erwähnt, unterstützte er wohl die von den Venezianern gewollte Umleitung des Kreuzzugs nach Zara und dann nach Konstantinopel. Dort verhandelte er mit dem byzantinischen Kaiser Isaak II., der im Sinne der Venezianer Alexios IV. zum Mitkaiser ernennen sollte.
Als Alexios, auf den Thron gelangt, sein Versprechen nicht einhalten konnte, es den Kreuzfahrern mit Truppen und Geld zu danken, war Gottfried einer der Anführer bei der Eroberung und Plünderung Konstantinopels 1204, die mit der Ermordung Alexios’ und der Errichtung eines kurzlebigen „lateinischen“ Kaiserreiches unter Balduin I. endete. Für seine Verdienste wurde er von Balduin zum Marschall des Lateinischen Kaiserreiches („maréchal de Romanie“) ernannt. Nach der Schlacht von Adrianopel im Jahr 1205, bei der Balduin in Gefangenschaft geriet, leitete er den Rückzug.
1207 wurde er von Bonifatius von Montferrat, der inzwischen zum König von Thessaloniki aufgestiegen war, mit der Herrschaft über Mosynopolis in Thrakien belehnt und begann mit der Niederschrift seiner Chronik. Wie nicht anders zu erwarten, ist er hierin zurückhaltend mit Informationen, die die Kreuzfahrer hätten negativ erscheinen lassen. Der griechische Historiker Niketas Choniates, der die gleichen Ereignisse aus byzantinischer Sicht beschreibt, ist oft die passende Ergänzung zu seinem Bericht.
Gottfried starb, kurz nach Abschluss der Chronik und ohne nach Frankreich zurückgekehrt zu sein, vermutlich 1213, dem Jahr, in dem sein Sohn Erard erstmals als Herr von Villehardouin bezeugt ist.
Sein Neffe Gottfried I. von Villehardouin wurde 1209 Fürst von Achaia in Morea (so die mittelalterliche Bezeichnung des Peloponnes).